# Элизе-Монмартр
«Элизе Монмартр» (фр. L'Élysée Montmartre, буквально «Монмартрский Элизиум») — легендарное кабаре в Париже.
Кабаре было открыто в 1807 году. Широко прославилось прежде всего тем, что здесь впервые в истории публике был продемонстрирован канкан.
В 1976 году в «Элизе Монмартр» выступал Колюш.
В 1980-х в здании была проведена внутренняя реконструкция и обустроен концертный зал, вмещающий 1200 человек. «Элизе Монмартр» быстро обрёл популярность в новом качестве, а с 1995 года здесь стала регулярно проводиться модная парижская вечеринка Bal de l’Elysée-Montmartre.
В марте 2011 года в концертном зале вспыхнул пожар. Огонь существенно повредил внутренние части здания, но практически не затронул фасад.

## Адрес
Париж, бульвар Рошешуар, дом 72 (18 муниципальный округ). Ближайшая станция метро — Анвер (линия 2).

## «Элизе Монмартр» в искусстве
- В «Элизе Монмартр» разворачивается действие рассказа Ги де Мопассана «Маска».
- Жизнь кабаре запечатлена на картине Анри Тулуз-Лотрека «Elysée Montmartre» (1888).